# Eb van der Kluft
Egbert „Eb” van der Kluft (ur. 23 maja 1889 w Amsterdamie, zm. 5 lipca 1970 tamże) – piłkarz holenderski grający na pozycji obrońcy. W swojej karierze rozegrał 4 mecze w reprezentacji Holandii.

## Kariera klubowa
W swojej piłkarskiej karierze van der Kluft grał w klubie Blauw-Wit Amsterdam.

## Kariera reprezentacyjna
W reprezentacji Holandii van der Kluft zadebiutował 12 czerwca 1921 roku w zremisowanym 1:1 towarzyskim meczu z Danią. Od 1921 do 1923 roku rozegrał w kadrze narodowej 4 mecze.